# Bromethanole
| keine Einstufung verfügbar |

| Gefahrensymbol | Gefahrensymbol |

| keine Einstufung verfügbar |

| Gefahrensymbol |

Bromethanole ist der Sammelbegriff für organische chemische Verbindungen, die sich vom Ethanol ableiten, wobei ein oder mehrere Wasserstoffatome durch Bromatome ersetzt sind.

## Darstellung

### Bromethanol
2-Bromethanol kann aus Ethylenoxid und Bromwasserstoff hergestellt werden.
Auch aus Ethylenglycol und Bromwasserstoff oder Phosphortribromid ist die Synthese möglich.
Auch durch Addition von Hypobromiger Säure (HOBr) an Ethylen entsteht 2-Bromethanol. HOBr kann in situ hergestellt, wenn Ethylen in wässriger Lösung mit Brom reagiert.

### Dibromethanol
2,2-Dibromethanol entsteht durch Addition von Hypobromiger Säure an Bromethen.
Ferner entsteht es als Nebenprodukt bei der Bromierung von Ethen in wässriger Lösung.

### Tribromethanol
2,2,2-Tribromethanol wird durch Reaktion von Aluminiumtriethanolat und elementarem Brom hergestellt.

## Eigenschaften

### Bromethanol
Aus 2-Bromethanol und Kaliumhydroxid bildet sich durch eine intramolekulare Kondensationsreaktion Ethylenoxid.
Mit Bromwasserstoff reagiert es zu 1,2-Dibromethan weiter.

### Dibromethanol
Aus 2,2-Dibromethanol entsteht durch Wasserabspaltung 1,1-Dibromethen.
Mit Kaliumhydroxid entsteht 2-Bromoxiran.

## Verwendung

### Bromethanol
2-Bromethanol wird bei organischen Synthesen als Reagens genutzt, wenn Carbonsäuregruppen als 2-Bromethylester geschützt werden sollen.

### Tribromethanol
Tribromethanol wird unter dem Namen Avertin als Anästhetikum in der Kleintierheilkunde, vor allem bei Mäusen, eingesetzt.